# Gubernia inflancka

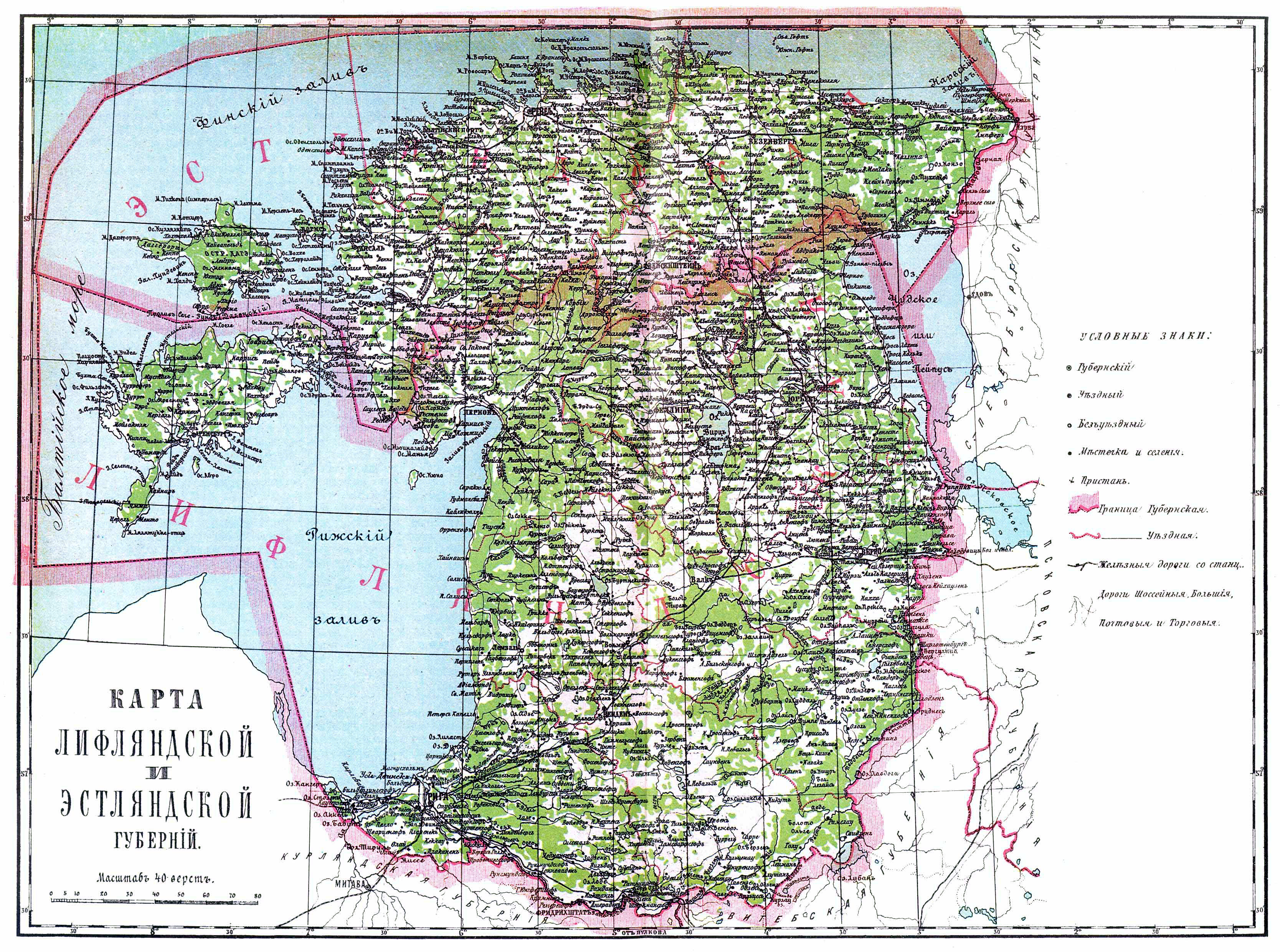
Gubernia inflancka i gubernia estońska

Gubernia inflancka (liwońska) (ros. Лифляндская губерния, łot. Vidzemes guberņa, est. Liivimaa kubermang, niem. Livländisches Gouvernement) – jednostka administracyjna Imperium Rosyjskiego (gubernia), położona w północnej części obecnej Łotwy (Liwonii) i południowej Estonii. Powierzchnia guberni wynosiła 47 030,87 km², stolicą guberni była Ryga.

## Historia
Początkowo gubernia nosiła nazwę ryskiej, od miasta stołecznego Rygi (ros. Рижская губерния, łot. Rīgas guberņa). W praktyce powstała 28 lipca 1713 z przekształcenia szwedzkiej Liwonii, zdobytej w wojnie północnej. De iure Rosja uzyskała teren traktatem z Nystad w 1721. Nazwę guberni inflanckiej wprowadzono w 1796. Po rewolucji lutowej północną, zdominowaną przez Estończyków część guberni przekazano guberni estońskiej, tworząc Autonomiczną Gubernię Estońską.
Do końcowych lat XIX wieku, mimo nastania oficjalnego panowania rosyjskiego, gubernia nie była rządzona przez Rosję, ale przez bałtyckich Niemców reprezentowanych w Radzie Regionalnej (tzw. Landtag). 
Na mocy traktatu brzeskiego z 3 marca 1918 Rosja wycofała się z tych terenów, oddając je w gestię Rzeszy Niemieckiej.

## Demografia
W 1897 ludność guberni wynosiła 1 310 670 osób, gubernia w początkach XX w. była podzielona na 9 ujezdów.

### Ludność w ujezdach według deklarowanego języka ojczystego 1897[2]
| Ujezd           | Łotysze | Estończycy | Niemcy | Rosjanie | Żydzi | Polacy | Litwini |
| --------------- | ------- | ---------- | ------ | -------- | ----- | ------ | ------- |
| Gubernia ogółem | 43,4%   | 39,9%      | 7,6%   | 5,2%     | 1,8%  | 1,2%   | …       |
| Walkijski       | 87,9%   | 7,2%       | 2,1%   | 1,3%     | 1,1%  | …      | …       |
| Wendeński       | 94,4%   | …          | 3,5%   | 1,0%     | …     | …      | …       |
| Werroski        | 3,5%    | 92,7%      | 2,0%   | 1,4%     | …     | …      | …       |
| Wolmarski       | 93,3%   | 3,2%       | 2,0%   | …        | …     | …      | …       |
| Parnawski       | …       | 94,0%      | 3,7%   | 1,1%     | …     | …      | …       |
| Ryski           | 58,2%   | 1,1%       | 18,2%  | 11,9%    | 4,7%  | 3,5%   | 1,6%    |
| Feliński        | …       | 97,1%      | 1,8%   | …        | …     | …      | …       |
| Ozylski         | …       | 95,5%      | 2,6%   | …        | …     | …      | …       |
| Dorpacki        | …       | 86,8%      | 4,4%   | 7,2%     | …     | …      | …       |